# Reiner Kunze

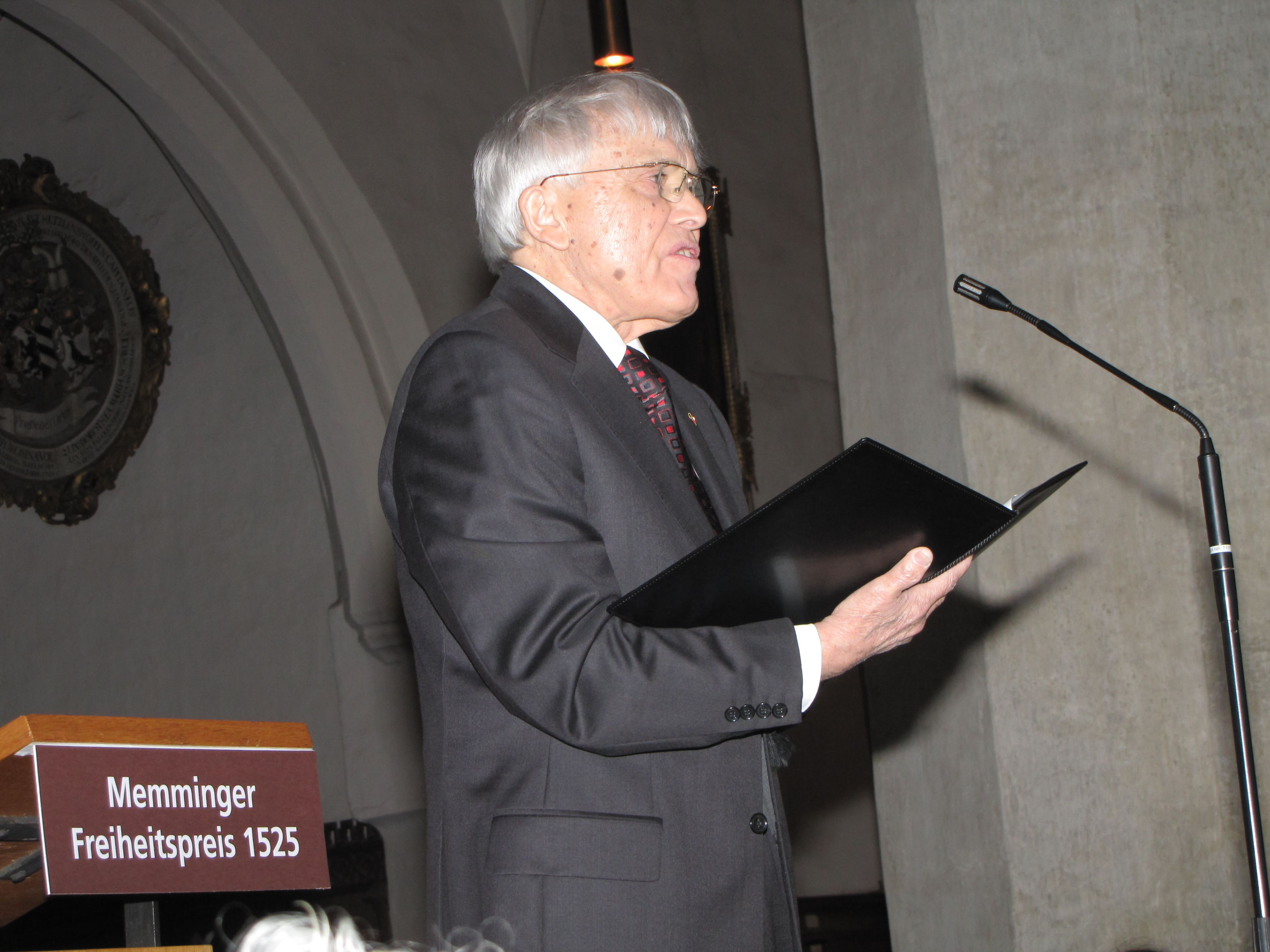
Reiner Kunze

Reiner Kunze född 16 augusti 1933 i Oelsnitz, Erzgebirge, är en tysk författare. 
Kunze studerade media och journalistik vid Karl Marx universitet i Leipzig. 1968 lämnade han SED efter invasionen av Tjeckoslovakien. På grund av sin kritiska inställning mot Östtysklands system, som framkom i hans verk, publicerade han dessa under olika pseudonymer. 1976 publicerades hans mest kända bok Die wunderbaren Jahre (De underbara åren) i Västtyskland. 1977 landsförvisades han och han flyttade till Västtyskland. 
Hans arbeten består mestadels av lyrik men han har även skrivit prosa. Han översätter också tjeckisk lyrik och prosa till tyska.